# Юдіна Лілія Віталіївна
Лілія Віталіївна Юдіна (1929, 14 травня) – радянська театральна та кіноакторка. За її спиною з п'ятдесят образів у театрі та два з половиною десятки ролей у кіно.

## Біографія
Лілія Юдіна з'явилася на світ 14 травня 1929 року. Тільки недавно став на ноги Радянський Союз, люди оклигували від тектонічних змін у всіх сферах держави, недалеко було до першого злочину Йосипа Сталіна та його прибічників – Голодомору. Але це мало турбувало жителів Білокам'яної, тож і наша героїня робила перші кроки в освіті та відпочивала на курортах. Німецький напад Лілія зустріла 12-річною пілітковою дівчинкою, за цієї причини добре пам'ятає, як військовослужбовці та цивільні готували оборону Першопрестольної. 20-ліття дівчина зустріла коли розділили Німеччину – 1949 року.
Ще до смерті Сталіна героїня театру стала на знімальний майданчик. В кіно пані стала зніматися 1952 року. "Дахом над головою" ж Лілії Юдіній став Державний академічний Малий театр. Такий вираз не випадковий, адже з 1953 року, з якого дівчина зійшла на сцену, місце грання актриса не змінювала.
Пішла з театру 2013 року, після того, як довжина творчого шляху досягла 60-ліття.

## Виставографія
1. 1953 — "Іван Грозний" А. Н. Толстого — Дівчина-красуня (введення);
2. 1953 — «Склянка води» Е. Скріба — фрейліна (введення);
3. 1953 — "Пігмаліон" Б. Шоу — Еліза (введення);
4. 1954 — "Іван Грозний" А. Н. Толстого — Дочка Старицького (введення);
5. 1954 — "Порт-Артур" І. Ф. Попова та А. Н. Степанова. Режисерs: К. А. Зубов, П. А. Марков — гостя на балу у Стесселя (введення);
6. 1954 — «Склянка води» Е. Скріба — Абігайль (введення);
7. 1954 — "Іван Рибаков" В. М. Гусєва. Постановка Б. І. Равенських, режисер Н. М. Залка — Ліза;
8. 1955 — "Продана колискова" X. Лакснесса. Постановка П. А. Маркова, режисер С. Б. Межинський — 1-а танцівниця;
9. 1956 — "Вихованка" А. Н. Островського — Надя;
10. 1956 — «Крила» А. Є. Корнійчука — колгоспниця (введення);
11. 1956 — "Літо молодшого брата" Г.Пріеде — Ілга;
12. 1957 — "Нічний переполох" Соважона — Ізабелла Совен (введення);
13. 1958 — "Привиди" Г.Ібсена — Регіна (введення);
14. 1958 — «Чому усміхалися зірки» А. Є. Корнійчука. Постановка Б. І. Равенських, режисер М. Є. Турбіна — Ліля Хомуток;
15. 1959 — "Віяло леді Уіндермієр" О.Уайльда — молода міс (введення);
16. 1959 — "Порт-Артур" І. Ф. Попова, А. Н. Степанова — Квінсан (введення);
17. 1960 — "Іванов" А. П. Чехова — Саша;
18. 1960 — "Картковий будиночок" О.М. Стукалова. Режисер: Д. А. Вурос — Ліда (введення);
19. 1960 — "Острів Афродіти" А. Парніса — Кет (введення);
20. 1962 — «Ярмарок марнославства» У. Теккерея — Беккі (введення);
21. 1962 — "Кам'яне гніздо" Х. Вуолійокі. Режисери: М. Н. Гладков та В. І. Хохряков — Ілона (введення);
22. 1962 — "Палата" С. І. Альошина — Тамара;
23. 1963 — "Лихо з розуму" А. С. Грибоєдова — Софія (введення);
24. 1963 — "Перед вечерею" В. С. Розова — Вірочка;
25. 1964 — «Вкрали консула!» Г. Мдівані — Лола (прем'єра);
26. 1964 — «Віяло леді Віндермієр» О. Уайльда — Леді Віндермієр (введення);
27. 1964 — "Сторінка щоденника" А.Є. Корнійчука — Юлія (прем'єра);
28. 1966 — "Твій дядько Мишко" Г. Мдівані — Людмила (прем'єра);
29. 1966 — «Склянка води» Е. Скріба — Абігайль (прем'єра);
30. 1967 — "Джон Рід" Є.Р. Симонова — Меблі Додж (введення);
31. 1968 — «Мандрівник без багажу» Ж. Ануйя — Жюльєтта (прем'єра);
32. 1969 — "Золоте руно" А. Гуляшки — Радка (введення);
33. 1970 — "Вовки і вівці" О.М. Островського — Глафіра (введення);
34. 1970 — "Дачники" М. Горького — Юлія Пилипівна (введення);
35. 1971 — "Достигаєв та інші" М. Горького — Єлизавета (прем'єра);
36. 1972 — "Перед заходом сонця" Г. Гауптмана — Оттілія (прем'єра);
37. 1972 — «Правда добре, а щастя краще» О.М. Островського — Поліксена (введення);
38. 1973 — "Касатка" О.М. Толстого — Раїса (прем'єра);
39. 1975 — "Лихо з розуму" А.С. Грибоєдова — Наталія Дмитрівна (прем'єра);
40. 1979 — "Король Лір" У. Шекспіра — Регана (прем'єра);
41. 1981 — "Без вини винні" О.М. Островського — Корінкіна (прем'єра);
42. 1988 — "Гра" Ю. Бондарєва — Ольга (введення);
43. 1989 — "Хижаки" А.Ф. Писемського — Вільгельміна Федорівна (прем'єра);
44. 1992 — "Обрив" І.А. Гончарова — Крицька (прем'єра);
45. 1994 — "Цар Петро і Олексій" Ф. Горенштейна — Марія Олексіївна (введення);
46. 1995 — "Снігова королева" Є. Шварца — Снігова королева (прем'єра);
47. 1998 — "Ліс" О.М. Островського — Гурмизька (введення);
48. 2003 — "Старий добрий ансамбль" І. Губача — Андула (прем'єра);
49. 2004 — "На всякого мудреця досить простоти" О.М. Островського — Турусина (введення);
50. 2013 — «Як обдурити державу, або Школа платників податків» Л. Вернея, Ж. Берра — Бетті Дорланж (прем'єра).

## Фільмографія
1. Травнева ніч, або Утоплена (1952): панянка;
2. Вогні на річці (1953): Олена Іванівна (немає в титрах);
3. Небезпечні стежки (1954): Галина Сергіївна (в титрах Л. Заєва-Юдіна);
4. На підмостках сцени (1956): Лізонька Синічкіна;
5. "Стакан води" (1957): Абігайль;
6. Дивовижна неділя (1957): бортпровідниця;
7. "Іван Рибаков" (фільм-вистава) (1961): Ліза;
8. "Вій, вітерець!" (фільм-вистава) (1965): Зане;
9. "Лють" (1965): Надія Андріївна Осмоловська;
10. "Кабачок «13 стільців»" (фільм-вистава) (1966-1980): пані Люцина;
11. "Справа щодо убивства Шерлока Голмса" (фільм-вистава) (1967): Орора Кіларні;
12. "Втікач з «Бурштинового»" (1968): Королева;
13. "Гріх" (фільм-вистава) (1969): Яніна;
14. "Ніч у готелі Великого кабана" (фільм-вистава) (1969): готельєрка;
15. Чайковський (1969): Антоніна Іванівна Мілюкова;
16. "Правда – це добре, та щастя – це ще краще" (фільм-вистава) (1972): Поліксена;
17. "Привид" (фільм-вистава) (1972): Регіна;
18. "Будинок Островського" (фільм-вистава) (1974): Глафіра;
19. "Напередодні заходу сонця" (фільм-вистава) (1974): Отілія Кламрот;
20. "Достигаєв та інші" (фільм-вистава) (1975): Єлизавета;
21. "Ярмарок марнославства" (фільм-вистава) (1976): Ребекка Шарп;
22. "Горе від розуму" (фільм-вистава) (1977): Наталія Дмитрівна Горич;
23. "Король Лір" (фільм-вистава) (1982): Регана;
24. "Без вини винні" (фільм-вистава) (1985): Ніна Павлівна Коринкіна;
25. "Цар Петро та Олексій" (фільм-вистава) (1998): Марія Олексіївна;
26. "Ліс" (фільм-вистава) (2005): Раїса Павлівна Гурмижська.

## Нагороди
- Орден Дружби народів (1990);
- Орден Пошани (1999);
- Орден "За заслуги перед Вітчизною" 4 ступеня (2010);
- Подяка президента Росії (2005).